# 旋風の荒鷲
『旋風の荒鷲』（せんぷうのあらわし）は、1935年（昭和10年）に日本で製作・公開されたサイレント映画である。製作・配給大都映画。

## スタッフ
- 監督 : 大江秀夫
- 原作・脚本 : 谷逸馬
- 撮影 : 吉野馨治

## キャスト
- ハヤフサヒデト
- 大河百々代
- 高村栄一
- 宮城浩二